# Der verkehrte Sherlock Holmes
Der verkehrte Sherlock Holmes ist ein US-amerikanischer Film aus dem Jahre 1971. Der Originaltitel They Might Be Giants ist ein Zitat aus Don Quijote. Den Titel übernahm später die Popband They Might Be Giants.

## Handlung
Justin Playfair ist ein verwitweter ehemaliger Anwalt und Richter. Er selbst hält sich für Sherlock Holmes und kämpft gegen das Unrecht. Er trägt wie sein Vorbild eine Deerstalker-Mütze und Pfeife und spielt den ganzen Tag Geige. Es wird an seiner Zurechnungsfähigkeit gezweifelt. Sein Bruder Blevins will ihn in die Psychiatrie einweisen lassen, damit er eine Vollmacht erhält. Die Psychiaterin Dr. Mildred Watson nimmt sich des Falles an. Um einen Behandlungsversuch zu starten, begibt sie sich in die Wohnung von Playfair.
Das Duo beginnt eine rätselhafte Suche nach Moriarty in New York, wobei Playfair/Holmes allen möglichen bizarren und (für Watson) unverständlichen Hinweisen folgt. Dabei stoßen sie auf eine Reihe individualistischer Personen in verschiedenen städtischen Situationen. Dabei kommen die beiden sich auch näher.

## Produktion
Der Film basiert auf einem gleichnamigen Theaterstück des Drehbuchautors James Goldman aus dem Jahre 1961. Es wurde in London von Joan Littlewood inszeniert. Der Dreh fand in den Pathmark Stores in New York City statt. Ursprünglich hatte der Film zum Kinostart am 9. Juni 1971 eine Länge von 98 Minuten. In Deutschland war er am 8. September 1974 erstmals im Fernsehen zu sehen. Die Fortsetzung ist der Film Die Rückkehr des größten Detektivs der Welt.

## Kritik
Bei zwölf Bewertungen hat der Film bei Rotten Tomatoes einen Index von 75 Prozent.

## Synchronisation
| Darsteller        | Sprecher            | Rolle              |
| ----------------- | ------------------- | ------------------ |
| F. Murray Abraham | Horst Raspe         | Billeteur          |
| Lester Rawlins    | Günther Ungeheuer   | Blevins Playfair   |
| Rue McClanahan    | Eva Pflug           | Daisy Playfair     |
| Joanne Woodward   | Rose-Marie Kirstein | Dr. Mildred Watson |
| Ron Weyand        | Manfred Schott      | Dr. Strauss        |
| Al Lewis          | Werner Heyking      | Gauner             |
| George C. Scott   | Arnold Marquis      | Justin Playfair    |
| Paul Benedict     | Werner Abrolat      | Kastanienverkäufer |
| Ralph Clanton     | Ernst Schlott       | Marktleiter        |
| Worthington Miner | Robert Klupp        | Mr. Bagg           |
| James Tolkan      | Fred Maire          | Mr. Brown          |
| Jack Gilford      | Leo Bardischewski   | Mr. Peabody        |
| Oliver Clark      | Tonio von der Meden | Mr. Small          |
| Frances Fuller    | Else Quecke         | Mrs. Bagg          |
| Theresa Merritt   | Karin Kernke        | Peggy              |
| Michael McGuire   | Thomas Braut        | Security-Mann      |
| Jane Hoffman      | Alice Franz         | Telefonistin       |
| (N. N.)           | Norbert Gastell     | Radiosprecher      |

## Auszeichnungen
Bei den British Academy Film Awards 1973 war George C. Scott als Bester Hauptdarsteller für diesen und für Hospital nominiert.